# 阿尔布雷希特一世 (德意志国王)
阿尔布雷希特一世（德語：Albrecht I，1255年7月—1308年5月1日），羅馬人的國王與奥地利公爵。

## 生平
1282年12月27日，阿尔布雷希特與魯道夫二世从父亲鲁道夫一世处获得奥地利公國與施蒂里亚公國。但於1283年6月1日簽訂的萊茵費爾登條約中，魯道夫二世被迫放棄奧地利與施蒂里亞，将其转与阿爾布雷希特單獨管理，魯道夫二世则被委任為士瓦本公爵（僅為虛銜）並管理外奧地利的零散領地以作補償（但魯道夫二世實際上亦從未得到這些領地）。
魯道夫一世於1290年密謀，由阿爾布雷希特繼承被謀殺的匈牙利國王拉斯洛四世的王位，不过失败。此外，魯道夫一世还努力爭取阿爾布雷希特当选羅馬人的國王。但其于1291年7月15日去世时，德意志诸侯拒绝接受阿尔布雷希特继承王位，选出拿骚伯爵阿道夫为罗马人的国王。

### 羅馬人的國王
阿爾布雷希特並未放棄王位。1298年7月，在部分德意志諸侯支持下，阿爾布雷希特推翻阿道夫，取而代之，成為羅馬人的國王。虽然教宗博义八世已于1303年承认阿尔布雷希特一世为神圣罗马皇帝，但他从未加冕。
阿尔布雷希特一世实行一批对农奴、犹太人和商人有利的政策。並为自己的儿子鲁道夫三世争取到波希米亚的王位。1307年，阿尔布雷希特一世企图吞并图林根，结果遭到败北。
1308年5月1日，阿尔布雷希特一世在鎮壓士瓦本的暴亂途中，於羅伊斯河附近的溫迪施被魯道夫二世之子約翰刺殺（因为阿尔布雷希特一世剥夺了約翰的继承权）。阿爾布雷希特死后，因其長子魯道夫三世早逝（1307年），由次子腓特烈三世與三子利奧波德一世繼承奥地利公爵之位。

## 家庭
- 阿尔布雷希特一世妻子为，蒂羅爾的伊丽莎白（1262-1312），其为卡林西亞公爵邁因哈德之女。两人于約1274年結婚，子嗣如下：
  - 安娜（英语：Anne of Austria, Margravine of Brandenburg）（1275-1327）：勃兰登堡-薩爾茲維德爾藩侯赫爾曼一世、弗羅茨瓦夫公爵（英语：Duke of Silesia）亨里克六世夫人
  - 鲁道夫一世（1281-1307）：波希米亞國王
  - 阿格尼絲（英语：Agnes of Austria (1281–1364)）（1281-1364）：匈牙利國王安德烈三世王后（英语：List of Hungarian royal consorts）
  - 伊丽莎白（1285–1353）：洛林公爵費里四世夫人
  - 腓特烈三世（1289–1330）：羅馬人的國王
  - 利奥波德一世（1290–1326）：奧地利公爵
  - 卡塔里娜（英语：Catherine of Austria, Duchess of Calabria）（1295–1323）：卡拉布里亞公爵（英语：Duke of Calabria）卡洛夫人
  - 阿尔布雷希特二世（1298–1358）：奧地利公爵
  - 海因里希（英语：Henry the Friendly）（1299–1327）
  - 迈因哈德（1300）
  - 奥托（1301–1339）：奧地利公爵
  - 茱蒂丝（？–1329）